# Lille Altafjorden
Lille Altafjorden (nordsamisk Duikkašvuotna) er en fjordarm af Kvænangen i Kvænangen kommune i Troms og Finnmark fylke  i Norge. Fjorden har indløb mellem Låvan i nord og Storengneset i syd og går 3,5 kilometer mod øst til Alteidet i bunden af fjorden.
Bortset fra bygden Alteidet, er de eneste bebyggelser  ved fjorden Låvan og Laslett på nordsiden af fjorden. Fra Alteidet er der omkring 7 km over til bunden af Langfjorden i Alta kommune. 
Europavej E6 går langs sydsiden af fjorden.